# 世界地名译名词典
《世界地名译名词典》由中国社会出版社出版，民政部地名研究所编辑，是一本适用于中华人民共和国境内的规范化的地名翻译工具书。

## 特点
《世界地名译名词典》包括上、中、下三册，共3000多页，收录了世界七大洲和四大洋的自然地理实体、行政区、居民点、名胜古迹等外语地名30多万条。词典分为正文和附录两个部分。每个地名条目包括罗马字母拼写、汉字译名、国别或所在地域、地理坐标四项内容。附录部分收录了主要外语地名的常用通名等内容。该词典代表着中华人民共和国目前外语地名汉字译写工作达到的最新学术水平。